# Новоільїнська сільська рада (Петуховський район)
Новоільї́нська сільська рада (рос. Новоильинский сельский совет) — сільське поселення у складі Петуховського району Курганської області Росії.
Адміністративний центр та єдиний населений пункт — село Нове Ільїнське.
Населення сільського поселення становить 242 особи (2017; 318 у 2010, 409 у 2002).